# Campeonato Sudamericano 1929/Spiele
Diese Seite ist eine Unterseite zum Artikel Campeonato Sudamericano 1929, der über dieses Turnier für Fußballnationalmannschaften Südamerikas informiert.
| Pl. | Land        | Sp. | S | U | N | Tore    | Diff. | Punkte |
| --- | ----------- | --- | - | - | - | ------- | ----- | ------ |
| 1.  | Argentinien | 3   | 3 | 0 | 0 | 009:100 | +8    | 06:0   |
| 2.  | Paraguay    | 3   | 2 | 0 | 1 | 009:400 | +5    | 04:20  |
| 3.  | Uruguay     | 3   | 1 | 0 | 2 | 004:600 | −2    | 02:40  |
| 4.  | Peru        | 3   | 0 | 0 | 3 | 001:120 | −11   | 0:60   |

## Uruguay – Paraguay 0:3 (0:1)
| Uruguay                                                  | Uruguay | Paraguay | Paraguay |
| -------------------------------------------------------- | --- | --- | -------- |
| Uruguay                                                  | \| 1. November 1929 in Buenos Aires (Cancha Alvear y Tagle) \| \| Zuschauer: 40.000 \| \| Schiedsrichter: José Galli ( Argentinien) \| | \| 1. November 1929 in Buenos Aires (Cancha Alvear y Tagle) \| \| Zuschauer: 40.000 \| \| Schiedsrichter: José Galli ( Argentinien) \| | Paraguay |
| Uruguay                                                  | Mazali – Bucetta, Arispe – Andrade, Silva, Magallanes – Píriz, Castro, Petrone, Cea, Campolo                                           | Brunetti – Olmedo, Flores – Viccini, Díaz, Etcheverry – Nessi, Domínguez, González, Benítez-Cáceres, Sosa-Lagos                        | Paraguay |
| Uruguay                                                  | 0:1 González (16.) 0:2 Domínguez (55.) 0:3 González (86.)                                                                              | | Paraguay |
| 1. November 1929 in Buenos Aires (Cancha Alvear y Tagle) | | |          |
| Zuschauer: 40.000                                        | | |          |
| Schiedsrichter: José Galli ( Argentinien)                | | |          |

## Argentinien – Peru 3:0 (2:0)
| Argentinien                                           | Argentinien | Peru | Peru |
| ----------------------------------------------------- | --- | --- | ---- |
| Argentinien                                           | \| 3. November 1929 in Buenos Aires (Gasómetro de Boedo) \| \| Zuschauer: 20.000 \| \| Schiedsrichter: Aníbal Tejada ( Uruguay) \| | \| 3. November 1929 in Buenos Aires (Gasómetro de Boedo) \| \| Zuschauer: 20.000 \| \| Schiedsrichter: Aníbal Tejada ( Uruguay) \| | Peru |
| Argentinien                                           | Bossio – Tarrío, Paternóster – J. Evaristo, Zumelzú, Orlandini – Peucelle, Rivarola, Ferreira, Seoane, M. Evaristo                 | Pardón – Saldarriaga, Maquilón – Denegri, Galindo, Astengo – Ramírez, Rostaing, Góngora, Bulnes, Ortega                            | Peru |
| Argentinien                                           | 1:0 Peucelle (27.) 2:0 Zumelzú (38.) 3:0 Zumelzú (58.)                                                                             | | Peru |
| 3. November 1929 in Buenos Aires (Gasómetro de Boedo) | | |      |
| Zuschauer: 20.000                                     | | |      |
| Schiedsrichter: Aníbal Tejada ( Uruguay)              | | |      |

## Argentinien – Paraguay 4:1 (2:0)
| Argentinien                                            | Argentinien | Paraguay | Paraguay |
| ------------------------------------------------------ | --- | --- | -------- |
| Argentinien                                            | \| 10. November 1929 in Buenos Aires (Gasómetro de Boedo) \| \| Zuschauer: 20.000 \| \| Schiedsrichter: Julio Borelli ( Peru) \| | \| 10. November 1929 in Buenos Aires (Gasómetro de Boedo) \| \| Zuschauer: 20.000 \| \| Schiedsrichter: Julio Borelli ( Peru) \| | Paraguay |
| Argentinien                                            | Bossio – Tarrío, Paternóster – J. Evaristo, Zumelzú, Chividini – Peucelle, Rivarola, Ferreira, Cherro, M. Evaristo               | Brunetti – Olmedo, Flores – Aguirre, Díaz, Etcheverry – Nessi, Domínguez, González, Benítez-Cáceres, Urbieta-Sosa                | Paraguay |
| Argentinien                                            | 1:0 M. Evaristo (7.) 2:0 Ferreira (24.) 3:0 Ferreira (48.) 4:0 Cherro (50.)                                                      | 4:1 Domínguez (56.) | Paraguay |
| 10. November 1929 in Buenos Aires (Gasómetro de Boedo) | | |          |
| Zuschauer: 20.000                                      | | |          |
| Schiedsrichter: Julio Borelli ( Peru)                  | | |          |

## Uruguay – Peru 4:1 (3:0)
| Uruguay                                                   | Uruguay | Peru | Peru |
| --------------------------------------------------------- | --- | --- | ---- |
| Uruguay                                                   | \| 11. November 1929 in Buenos Aires (Cancha Alvear y Tagle) \| \| Zuschauer: 22.000 \| \| Schiedsrichter: Miguel Barba ( Paraguay) \| | \| 11. November 1929 in Buenos Aires (Cancha Alvear y Tagle) \| \| Zuschauer: 22.000 \| \| Schiedsrichter: Miguel Barba ( Paraguay) \| | Peru |
| Uruguay                                                   | Mazali – Nasazzi, Arispe – Andrade, Silva, Magallanes – Píriz, Castro, Arremón, Fernández, Campolo                                     | Pardón – Saldarriaga, Maquilón – Denegri, Salas, Astengo – Ramírez, Rostaing, Lizarbe, Bulnes, Ortega                                  | Peru |
| Uruguay                                                   | 1:0 Fernández (21.) 2:0 Fernández (29.) 3:0 Fernández (43.) 4:0 Andrade (69.)                                                          | 4:1 Lizarbe (81.) | Peru |
| 11. November 1929 in Buenos Aires (Cancha Alvear y Tagle) | | |      |
| Zuschauer: 22.000                                         | | |      |
| Schiedsrichter: Miguel Barba ( Paraguay)                  | | |      |

## Paraguay – Peru 5:0 (1:0)
| Paraguay                                                     | Paraguay | Peru | Peru |
| ------------------------------------------------------------ | --- | --- | ---- |
| Paraguay                                                     | \| 16. November 1929 in Buenos Aires (Estadio de Independiente) \| \| Zuschauer: 8.000 \| \| Schiedsrichter: José Galli ( Argentinien) \| | \| 16. November 1929 in Buenos Aires (Estadio de Independiente) \| \| Zuschauer: 8.000 \| \| Schiedsrichter: José Galli ( Argentinien) \| | Peru |
| Paraguay                                                     | Brunetti – Olmedo, Benítez-Casco – Santacruz, Díaz, Aguirre – Nessi, Domínguez, González, Benítez-Cáceres, Fretes                         | Pardón – Saldarriaga, Maquilón – Denegri, Salas, Astengo – Ramírez, Rostaing, Lizarbe, Bulnes, Ortega                                     | Peru |
| Paraguay                                                     | 1:0 Nessi (10.) 2:0 González (55.) 3:0 González (63.) 4:0 González (69.) 5:0 Domínguez (82.)                                              | | Peru |
| 16. November 1929 in Buenos Aires (Estadio de Independiente) | | |      |
| Zuschauer: 8.000                                             | | |      |
| Schiedsrichter: José Galli ( Argentinien)                    | | |      |

## Argentinien – Uruguay 2:0 (1:0)
| Argentinien                                            | Argentinien | Uruguay | Uruguay |
| ------------------------------------------------------ | --- | --- | ------- |
| Argentinien                                            | \| 17. November 1929 in Buenos Aires (Gasómetro de Boedo) \| \| Zuschauer: 60.000 \| \| Schiedsrichter: Miguel Barba ( Paraguay) \| | \| 17. November 1929 in Buenos Aires (Gasómetro de Boedo) \| \| Zuschauer: 60.000 \| \| Schiedsrichter: Miguel Barba ( Paraguay) \| | Uruguay |
| Argentinien                                            | Bossio – Tarrío, Paternóster – J. Evaristo, Zumelzú, Chividini – Peucelle, Rivarola, Ferreira, Cherro, M. Evaristo                  | Mazali – Nasazzi, Arispe – Fernández, Silva, Gestido – Píriz, Castro, Arremón, Cea, Campolo                                         | Uruguay |
| Argentinien                                            | 1:0 Ferreira (14.) 2:0 M. Evaristo (77.)                                                                                            | | Uruguay |
| 17. November 1929 in Buenos Aires (Gasómetro de Boedo) | | |         |
| Zuschauer: 60.000                                      | | |         |
| Schiedsrichter: Miguel Barba ( Paraguay)               | | |         |